# Мыс Шефнера
Мыс Шефнера — северный входной мыс в бухту Находка Японского моря. Расположен в Приморском крае, в городе Находке. Открыт в 1859 году пароходо-корветом «Америка». Назван в 1860 году экипажем шхуны «Восток» в честь А. К. Шефнера, который в 1860 году командовал транспортом «Манджур».

## Остров Новицкого
До 1960-х годов у мыса Шефнера находился остров Новицкого, который исчез вследствие гидротехнических работ в порту Находка. Остров имел около 40 фут высоты и ½ кабельтова длины. В «Гидрографическом обзоре берегов залива Петра Великого и Японского моря» (1872), составленный штабс-капитаном М. А. Клыковым сообщалось, что «во входе в залив с моря место гавани Находка хорошо указывает островок Новицкого, находящийся под самым северным берегом залива».
По ведомости об уловах за 1926 год у мыса Шефнера (а также у мыса Мусатова и мыса Клыкова) арендовала рыбный участок владивостокская кооперация «Припромсоюз». В первой половине XX века на острове Новицкого находилась рыбацкая артель братьев Макарчуков, где трудилось 15 человек, в том числе русские, корейцы и китайцы. В 1933 году Макарчуков репрессировали. 5 августа 1931 года на острове Новицкого были организованы метеорологические наблюдения в Находке.